# 란덴사가역
란덴사가역(일본어: 嵐電嵯峨駅, らんでんさがえき)은 일본 교토부 교토시 우쿄구에 있는 게이후쿠 전기 철도 아라시야마 본선의 역이다. 역 번호는 A12이다.
역무원의 배치역이지만 JR 사가아라시야마역과 가까운 관광객의 이용도 많아, 역전 다방에 회수권과 더불어 "아라시야마 1일 프리티켓"의 판매를 위탁하고 있었다. 아라시야마 1일 프리티켓의 판매를 역전의 상점 등에 위탁하고 있는 유일한 예가 있었지만 2012년 12월 말 부로 취급을 종료했다.

## 역사
- 1910년 3월 25일: 아라시야마 전차 궤도의 사가 정거장 앞역(일본어: 嵯峨停車場前駅, さがていしゃばまええき)으로 영업 개시.
- 1918년 4월 2일: 회사 합병에 의한 교토 전등이 경영하는 아라시야마 전철역이 됨.
- 1925년 11월 16일: 사가에키마에역(일본어: 嵯峨駅前駅, さがえきまええ)으로 역명 변경.
- 1942년 3월 2일: 노선 양도로 인한 게이후쿠 전기 철도의 역이 됨.
- 2007년 3월 19일: 란덴사가역으로 역명 변경.

## 역 구조
상대식 승강장 2면 2선의 지상역이다. 역 서쪽의 건널목을 통과한 곳에 JR 서일본 산인 본선(사가노 선) 사가아라시야마역에 이르는 도로는 각 플랫폼 모두 슬로프로 연결한다.

## 역 주변
- JR 서일본 산인 본선(사가노 선) 사가아라시야마역 - 북쪽으로 약 300m, 도보로 약 4분.
- 사가노 관광 철도 사가노 관광선 도롯코사가 역 - 상동.
- 조케이 천황 사가 토료(역 남쪽에 바로)
- 아베노 세이메이 무덤

## 인접역
| 게이후쿠 전기 철도 ■ 아라시야마 본선 | 게이후쿠 전기 철도 ■ 아라시야마 본선 | 게이후쿠 전기 철도 ■ 아라시야마 본선 |
| ------------------------------------ | ------------------------------------ | ------------------------------------ |
| A11 로쿠오인 시조오미야 방면         |                                      | 아라시야마 A13 아라시야마 방면       |